# Dizel
Dízel (tudi dízelmotór ali dízelski motór) je vrsta motorjev z notranjim zgorevanjem, poimenovana po izumitelju Rudolfu Dieslu.

## Zgodovina
Tovrstni motor je prvi skonstruiral nemški inženir Rudolf Diesel. 23. februarja 1893 mu je bil podeljen patent RP 67207 »nemško Arbeitsverfahren und Ausführungsart für Verbrennungsmaschinen« [Delovni postopki in izvedba motorjev z notranjim zgorevanjem] in začela sta se sodelovanje z Maschinenfabrik Augsburg ter ustanovitev laboratorija za preizkušanje različnih principov delovanja z namenom doseganja visoke učinkovitosti.

## Opis motorja
Dizel nima vžigalnih svečk, za gorivo pa uporablja plinsko olje. Vžig v dizlu povzroči visoka temperatura, na katero se ogreje močno stisnjen zrak v valjih. Visoka kompresija namreč ustvari temperature, ki so višje od vžigalne temperature plinskega olja. Pri prvem vžigu se zrak ogreva s pomočjo žarilne svečke.
Plinsko olje ne pride v valj pomešano z zrakom, marveč ga pod visokim pritiskom vbrizgava v valj posebna šoba. Ob dotiku z vročim zrakom se plinsko olje vžge. Vsaka šoba vbrizga v valj natančno odmerjeno količino goriva, ki ga dovaja od motorja gnana visokotlačna črpalka. Količino vbrizganega goriva in s tem tudi moč motorja v določenem trenutku uravnava voznik s pedalom.
Prednosti dizla so: 
- boljši izkoristek (in s tem manjši stroški za gorivo),
- daljša življenjska doba in nižji stroški vzdrževanja,
- visok navor že pri manjših hitrostih delovanja.
- manj ogljikovega dioksida v izpušnih plinih

Pomanjkljivosti pa so: 
- dražja izdelava,
- večja teža,
- nekoliko glasnejši tek, zlasti prazni tek in tek po zagonu,
- slabši pospeški
- večje emisije trdnih delcev.

### Visoko kompresijsko razmerje
Medtem, ko je pri običajnem bencinskem motorju kompresijsko razmerje do 9: 1, je pri dizlih možno stisniti zrak, ki je brez goriva, do 22:1. Visoko kompresijsko razmerje je potrebno že zato, da se v valjih stisnjeni zrak ogreje za samodejni vžig goriva, na drugi strani pa je termodinamski delovni krožni proces ugodnejši. Zgorevalni prostor je v dizlu manjši kot v bencinskem motorju z enako gibno prostornino, vendar doseže zaradi velike kompresije boljše izkoristke.

### Vbrizgavanje goriva
Za vbrizgavanje goriva skrbi črpalka. Šobe (v vsakem valju je ena) vbrizgavajo v pravem trenutku pravo količino goriva po vrstnem redu vžigov v valjih. Razdeljevanje in vbrizganje goriva po valjih je bilo prvotno uravnavano z mehansko napravo - razvodnikom goriva. Pri novih motorjih vbrizganje goriva vodi elektronika. Ugodnejše delovanje se da doseči s postopnim vbrizganjem goriva; elektronika (računalnik vžiga) pa uravnava čas, količino in razpored delnih vbrizganj goriva v valj.

### Sestavni deli motorja
Valj je v najenostavnejši obliki cev okroglega prereza, ki je na enem koncu zaprta.
Bat se tesno prilega  notranji površini valja. Idealna bi bila zrakotesnost z istočasno prosto gibljivostjo bata po valju navzgor z ročično gredjo.
Ojnica povezuje bat z ročično gredjo
Ročična gred je glavna gred motorja, ki je uležajena v karterju. Na njej so ročični čepi, na katere so pritrjene ojnice.

### Delovanje 4-taktnega dizelskega motorja
Postopek zgorevanja se pri dizelskih motorjih bistveno razlikuje od postopka pri bencinskih motorjih.
- Pri dizelskih motorjih se vsesani zrak močno stisne
- Takšen motor stalno deluje s presežkom zraka
- Goriva za dizel imajo večinoma visoko vrelišče in imajo visoko vžigalno sposobnost.
- Zmes goriva in zraka se ustvarja šele v zgorevalnem prostoru; dizel torej deluje z notranjim ustvarjanjem zmesi.
- Visoko komprimiran (stisnjen) zrak je tako vroč, da se vbrizgano gorivo samo vžge; dizel torej deluje na samovžig.
- Dizel ima večje padce tlaka in temperature, zato ima višjo stopnjo izkoristka in nižjo temperaturo izpušnih plinov. Vir: Hiller, V. (1992). Delovanje motornega vozila. Ljubljana: Tehniška založba Slovenije.

## Vrste dizlov
Dizli so po osnovnem delovanju podobno kot ostali motorji z notranjim zgorevanjem dveh vrst: dvotaktni in štiritaktni. Manjši motorji so skoraj izključno štiritaktni. Dvotaktni so nekateri večji, počasi tekoči motorji, na primer za pogon ladij. Skupna značilnost je samovžig goriva, ki ga visokotlačna črpalka vbrizga skozi šobo v stisnjen vroč zrak v obdobju, ko je zrak v valju motorja najbolj stisnjen. Razlikujeta pa se dvotaktni in štiritaktni motor po načinu dotoka svežega zraka in odstranjevanja dimnih plinov iz valja.
Dvotaktni motorji so zelo enostavni in zaradi majhnega števila delov tudi zelo zanesljivi, kar je  ključno za uporabo na primer na ladjah. Dvotaktni batni motor ne potrebuje ventilov. Ker je pri vsakem obratu en delovni takt; pri štiritaktnem motorju pa je delovni takt le vsak drugi obrat, je moč dvotaktnega motorja za enako velikost skoraj dvakrat večja. Pomanjkljivost je v tem, da se zrak in izpušni plini nekoliko mešajo. Zaradi ostanka dimnih plinov v valju se možna količina goriva, ki zgori v vsakem delovnem taktu, zmanjšana. Zaradi tega moč dvotaktnega motorja ni natanko dvakrat večja kot pri enako velikem štiritaktnem motorju,

## Delovanje
Štirje takti v dizlu:
1. sesalni takt: izpušni ventil je zaprt. Skozi odprti sesalni ventil vsesa bat v valj zrak. Sesalni ventil se zapre.
2. kompresijski takt: oba ventila sta zaprta. Bat se pomika navzgor in stiska vsesani zrak v zgorevalni prostor. Tik pred zgornjo mrtvo točko brizgne šoba v zgorevalni prostor gorivo, ki se v razgretem zraku uplini.
3. delovni takt: zmes se vžge. Plini se širijo in potiskajo bat navzdol.
4. izpušni takt: bat se od spodnje mrtve točke pomika navzgor in potiska ostanke zgorevanja skozi izpušni ventil v izpušno cev.

Pri dvotaktnih motorjih svež zrak iztisne mešanico izpušnih plinov iz valja, ko se opravljen delovni takt in se tlak v valju približa tlaku v okolici. Bat ob koncu delovnega takta odpre dve odprtini na valju, vtočno in iztočno, kar omogoči osvežitev polnitve. Za dotekanje svežega zraka v valj je treba sveži zrak predkomprimirati. To opravi primerno oblikovana kolenčasta gred, ki se vrti v karterju; ali pa turbopolnilnik.

### Turbopolnilnik
Polnjenje motorja s svežim zrakom pospešimo s kompresorjem, ki je večinoma izveden kot rotacijski ("turbo") kompresor. Z večanjem tlaka polnjenja tudi povečamo vsakokratno količino zraka v valju, kar omogoča zgorevanje večje količine goriva v vsakem delovnem taktu; s tem pa se poveča tudi moč motorja.  S turbopolnilnikom dosežemo tudi boljšo odzivnost motorja.
S turbopolnilnikom se moč motorja lahko zelo poveča, zato se uporablja vse pogosteje.
Energijo za delo turbopolnilnika pridobimo iz izpušnih plinov z majhno plinsko turbino. Največkrat je turbopolnilnik (kompresorski del) kar neposredno povezan s turbino na izpušne pline v enoto, ki prosto teče.

### Zagon hladnega motorja
Avtomobilski dizli imajo navadno žarilno svečko, ki olajša zagon hladilnega motorja na ta način, da pred zagonom žari toliko časa, da se zrak v valjih ogreje na dovolj visoko temperaturo za vžig plinskega olja.
Velike ladijske motorje zaženejo največkrat s stisnjenim zrakom. Zagon traja toliko časa, da se valji in bat zadosti segrejejo za vžig goriva.